# Katharina die Große (1995)
Katharina die Große (englischer Titel: Catherine the Great) ist ein zweiteiliger Fernsehfilm aus dem Jahr 1995, der als deutsche, US-amerikanische und österreichische Koproduktion entstand. In der Titelrolle der Filmbiografie ist Catherine Zeta-Jones als russische Kaiserin Katharina II. zu sehen.

## Handlung
Die deutsche Prinzessin Sophie Auguste Friederike von Anhalt-Zerbst wird von Kaiserin Elisabeth nach Russland eingeladen. Dort heiratet die 15-Jährige unter ihrem neuen Namen Katharina den pockennarbigen Thronfolger Peter. Während sich Katharina zu einer gebildeten Anhängerin der westlichen Aufklärung entwickelt, stellt sich Peter als einfältiger Verehrer des preußischen Militärs heraus.
Selbst nach mehreren Jahren ist die Ehe des Großfürstenpaares noch immer nicht vollzogen. Elisabeth drängt jedoch auf einen Enkel, um die Thronfolge zu sichern. Sie gibt schließlich dem gutaussehenden Grafen Saltykow den Auftrag, Katharina zu verführen. Diese fühlt sich am Kaiserhof isoliert und begrüßt die Aufmerksamkeit, die ihr Saltykow nun entgegenbringt. Er wird ihr erster Liebhaber und Vater ihres Sohnes Paul, der ihr sofort nach der Geburt weggenommen wird. Saltykow wird anschließend ins Ausland geschickt.
Da der alternden Kaiserin und ihrem langjährigen Gefährten und Liebhaber Rasumowski der Wille und der Mut fehlen, Russland aus den mittelalterlichen Zuständen in die aufgeklärte Moderne zu führen, will Katharina die Macht ergreifen und Kaiserin werden, um die nötigen Reformen einzuleiten. Ihrem Vorhaben steht jedoch ihr verhasster Mann Peter im Weg, der den Thron für sich beansprucht. Als der Siebenjährige Krieg beginnt, handelt Katharina eigenmächtig. Sie verbündet sich mit Kanzler Alexei Bestuschew, um die entscheidende Offensive gegen Preußen zu beginnen. Als Elisabeth davon erfährt, droht Katharina die Verbannung. Katharina kann sich jedoch retten, indem sie im Gespräch mit Elisabeth ihre Beweggründe aufrichtig erklärt.
Als Elisabeth stirbt, ohne einen Thronerben konkret bestimmt zu haben, wird Peter mit Unterstützung des Staatsmanns Woronzow, dessen Nichte Jelisaweta Woronzowa seine Geliebte ist, zum Kaiser erklärt. Daraufhin inszeniert Katharina mit ihrem derzeitigen Liebhaber Grigori Orlow eine Intrige gegen Peter und stürzt diesen im Rahmen eines militärischen Staatsstreichs vom Thron. Anschließend lässt sich Katharina zur Kaiserin krönen. Peter wird indes von Orlows Männern hinterrücks ermordet. 
Katharina veranlasst erste Reformen, ohne jedoch die Leibeigenschaft abzuschaffen, wie es der Aufständler Pugatschow fordert. Als Pugatschow zum Sturz Katharinas aufruft, um den eigentlichen Kaiser, der in einem Verlies vor sich hinvegetiert, auf den Thron zu setzen, lässt Katharina Pugatschow hinrichten. Dies führt zum Bruch mit Feldmarschall Potjomkin, in dem Katharina einen ebenbürtigen Gefährten und ihre große Liebe gefunden hat. Entschlossen verfolgt sie dennoch ihre Ziele und baut Russland in der Folge zur europäischen Großmacht aus.

## Hintergrund
Das Leben Katharinas II. wurde bereits 1934 mit Elisabeth Bergner und Douglas Fairbanks Jr. als Katharina die Große verfilmt. Noch im selben Jahr folgte eine Verfilmung unter dem Titel Die scharlachrote Kaiserin von Josef von Sternberg mit Marlene Dietrich in der Hauptrolle. 1991 entstand mit Die junge Katharina eine erste zweiteilige Fernsehverfilmung mit Julia Ormond.
Die Fernsehverfilmung von 1995 wurde vom ZDF, Arte und der UFA/Patrola mit einem Budget von 30 Millionen Mark als Prestigeprojekt angelegt. Als Produzent und Regisseur trat dabei Marvin J. Chomsky in Erscheinung, der bereits Mitte der 1980er Jahre mit Peter der Große (1986) einen Fernsehmehrteiler über das Russische Kaiserreich gedreht hatte. Chomsky stellte für Katharina die Große mit Mel Ferrer, Jeanne Moreau, Omar Sharif und anderen eine internationale Starbesetzung zusammen. Für die Titelrolle wählte er jedoch die bis dahin noch unbekannte walisische Schauspielerin Catherine Zeta-Jones aus, die ihn bei einem Vorsprechen von ihrem Talent überzeugt hatte. Gegen sein Image als Frauenschwarm besetzt, erhielt Hannes Jaenicke die Rolle des pockennarbigen Peter, während Veronica Ferres seine Geliebte spielte. Für die Filmbauten waren Werner Achmann und Sarah Horton zuständig, für die Ausstattung sorgte Bernhard Henrich. Als Kostümbildnerin trat Barbara Baum in Erscheinung.

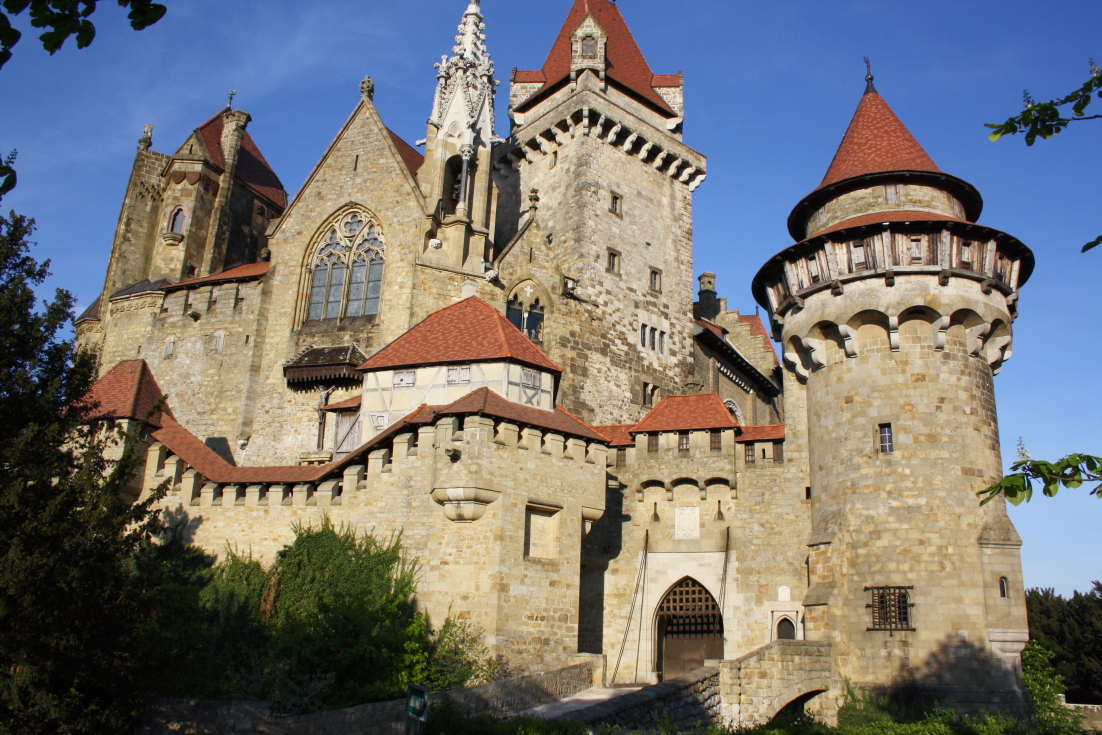
Burg Kreuzenstein in Niederösterreich, ein Drehort des Films

Die Dreharbeiten begannen im Sommer 1994 und fanden in den Babelsberger Filmstudios, in den Schlossgärten von Sanssouci und auf Burg Kreuzenstein in Niederösterreich statt. Einige Außenaufnahmen entstanden auch an historischen Plätzen in Sankt Petersburg und Moskau. Dabei kamen 3000 Statisten zum Einsatz. Zudem hatte man etwa 2000 historische Kostüme in Italien speziell für den Film anfertigen lassen, von denen allein 40 für Katharinas Garderobe in Gebrauch waren. Das für das Fernsehen hohe Budget ermöglichte neben der Anschaffung authentischer Ikonen und Tafelbilder auch die Verwendung von originalem Essgeschirr aus der Zeit der Kaiserin für 250.000 Mark. Um die hohen Ausgaben durch den internationalen Markt zu decken, wurde der Film komplett auf Englisch gedreht.
Katharina die Große wurde am 11. Februar 1995 auf dem Festival de Télévision de Monte-Carlo uraufgeführt. In Deutschland sollte der Zweiteiler ursprünglich zu Ostern 1995 erstmals im Fernsehen ausgestrahlt werden. Der Sendetermin wurde jedoch immer wieder verschoben, sodass die Filmbiografie erst am 28. April 1996 von Arte im deutschen Fernsehen gezeigt wurde. Im Jahr 2004 erschien sie auf DVD.

## Kritiken
Für das Lexikon des internationalen Films war der Fernsehzweiteiler „[e]in historischer Bilderbogen voller politischer Intrigen und Liebeshändel, der geschichtliche Ereignisse im Zeitraffer zusammenfasst“. TV Spielfilm bezeichnete Katharina die Große als „[g]lanzvolles Historienstück“, in dem „[d]as hochkarätige Ensemble […] sich lustvoll dem Intrigenspiel hin[gibt]“. Das Fazit lautete: „Geschichtstreu, gut besetzt und inszeniert.“ Die Fernsehzeitschrift Prisma fand die Filmbiografie „[v]ersiert gemacht“.
Lisa Nesselson von Variety äußerte sich in ihrer ausführlichen Rezension wenig begeistert. Berufe man sich einzig auf Chomskys historischen Zweiteiler, wäre Katharina II. der Nachwelt womöglich „als Katharina die Nicht-so-Große bekannt“. Auch wenn „große Ambitionen“ erkennbar und „reichhaltiges Ausgangsmaterial“ vorhanden sei, könne man das „mittelmäßige“ Resultat mit russischen Matrjoschkas vergleichen, da viele seiner Elemente zwar optisch reizvoll, aber dafür auch „hölzern und hohl“ seien. Der Film sei zwar „nie langweilig“, doch indem er sich wechselweise auf die frühe Karriere und das Liebesleben von Katharina fokussiere, werde der Lauf der Geschichte viel zu stürmisch abgehandelt. Historische Figuren, von denen man einige durch gleiche Perücken und Kostüme oder schlicht durch die Verwandtschaft der Schauspieler kaum auseinanderhalten könne, würden „mit plumper Zweckmäßigkeit“ in den Hintergrund gedrängt und entfernt.
Hauptdarstellerin Catherine Zeta-Jones, die in ihrer Rolle der aus deutschen Landen stammenden russischen Monarchin Schauspielerinnen wie Pola Negri, Marlene Dietrich und Tallulah Bankhead nachfolge und „sowohl mit als auch ohne Kostüme schön anzuschauen“ sei, verleihe der jungen Katharina „eine gewisse Anmut und Entschlossenheit“. Katharinas strategischer Aufstieg zur Macht wirke in seiner Einfachheit jedoch wenig glaubhaft, was dem Film als Ganzes geschuldet sei. Auch die Drehorte, die insbesondere während der Schlachtszenen kaum etwas vom kalten und verschneiten Russland erahnen ließen, konnten Nesselson nicht überzeugen. Der Film könne dagegen mit „einigen prächtigen Kleidern von Kostümbildnerin Barbara Baum und einer Handvoll einnehmender Darstellungen“ aufwarten. Ian Richardson als Katharinas Berater Woronzow spiele seine „unterwürfige und zugleich weise“ Rolle „in einer Klasse für sich“ und werte jede seiner Szenen auf. Die „gebieterische“ Jeanne Moreau habe „sichtlich Spaß gehabt“, die kränkelnde Zarin zu mimen, während Untergebene die Erektionsprobleme des Sohnes zu erklären versuchen.
Positiv zu bewerten sei auch, dass der bei europäischen Koproduktionen so typische und unpassende Mix aus unglaubwürdigen Akzenten seitens der Darsteller vermieden worden sei. Die Dialoge wiederum seien nicht in der Lage, „einen einzigen Funken zu versprühen“. Nesselson wies zudem darauf hin, dass, während im ersten Teil gleich mehrere freizügige Sexszenen zu sehen seien, sich das Liebesspiel im zweiten Teil, wenn Katharina auf ihre große Liebe Potjomkin treffe, auf „ein expositorisches Minimum“ beschränke. Auch verleihe die Kameraführung dem Film „ein klaustrophobisches Gefühl“ und lasse es an erwartetem Prunk missen, während die Musik bisweilen „erdrückend und kitschig“ sei.

## Deutsche Fassung
Die deutsche Synchronfassung entstand bei der Sound Film GmbH in München. Das Dialogbuch schrieb Erik Paulsen, die Dialogregie übernahm Osman Ragheb.
| Rolle         | Darsteller           | Synchronsprecher |
| ------------- | -------------------- | ---------------- |
| Katharina II. | Catherine Zeta-Jones | Marietta Meade   |
| Woronzow      | Ian Richardson       | Joachim Höppner  |
| Peter III.    | Hannes Jaenicke      | Hannes Jaenicke  |
| Saltykow      | Craig McLachlan      | Martin Umbach    |
| Gräfin Bruce  | Agnès Soral          | Kathrin Simon    |
| Grigori Orlow | Mark McGann          | Oliver Stritzel  |
| Schischkowski | Karl Johnson         | Leon Rainer      |
| Alexei Orlow  | Stephen McGann       | Ole Pfennig      |
| Woronzowa     | Veronica Ferres      | Veronica Ferres  |
| Rasumowski    | Omar Sharif          | Harald Leipnitz  |
| Graf Schwerin | Horst Frank          | Horst Frank      |
| Mirowitsch    | Christoph Waltz      | Christoph Waltz  |

## Weitere Filme über Katharina die Große
- 1920: Katharina die Große – Deutschland – Regie: Reinhold Schünzel, mit Lucie Höflich
- 1924: Das verbotene Paradies (Forbidden Paradise) – USA – Regie: Ernst Lubitsch, mit Pola Negri
- 1930: Spielereien einer Kaiserin – Deutschland – Regie: Vladimir Strizhevsky, mit Lil Dagover
- 1934: Katharina die Große (The Rise of Catherine the Great) – Großbritannien – Regie: Paul Czinner, mit Elisabeth Bergner
- 1934: Die scharlachrote Kaiserin (The Scarlet Empress) – USA – Regie: Josef von Sternberg, mit Marlene Dietrich
- 1938: Le Joueur d’échecs – Frankreich – Regie: Jean Dréville, mit Françoise Rosay
- 1945: Skandal bei Hofe (A Royal Scandal) – USA – Regie: Otto Preminger, mit Tallulah Bankhead
- 1950: Graf Orloffs gefährliche Liebe (Shadow of the Eagle) – Italien, Großbritannien – Regie: Sidney Salkow, mit Binnie Barnes
- 1958: Sturm im Osten (La tempesta) – Italien, Frankreich, Jugoslawien – Regie: Alberto Lattuada, mit Viveca Lindfors
- 1959: Beherrscher der Meere (John Paul Jones) – USA – Regie: John Farrow, mit Bette Davis
- 1963: Katharina von Russland (Caterina di Russia) – Italien, Frankreich – Regie: Umberto Lenzi, mit Hildegard Knef
- 1968: Die große Katharina (Great Catherine) – Großbritannien – Regie: Gordon Flemyng, mit Jeanne Moreau
- 1991: Die junge Katharina (Young Catherine) – USA – Regie: Michael Anderson, mit Julia Ormond
- 2002: Russian Ark (Russkij kovcheg) – Russland, Deutschland – Regie: Aleksandr Sokurov, mit Maria Kuznezowa